# Бартонвілл (Іллінойс)
Бартонвілл (англ. Bartonville) — селище (англ. village) в США, в окрузі Піорія штату Іллінойс. Населення — 5945 осіб (2020).

## Географія
Бартонвілл розташований за координатами 40°38′31″ пн. ш. 89°39′35″ зх. д. / 40.64194° пн. ш. 89.65972° зх. д. (40.641982, -89.659807).  За даними Бюро перепису населення США в 2010 році селище мало площу 22,30 км², з яких 21,20 км² — суходіл та 1,10 км² — водойми.

## Демографія
Згідно з переписом 2010 року, у селищі мешкала 6471 особа в 2685 домогосподарствах у складі 1797 родин. Густота населення становила 290 осіб/км².  Було 2812 помешкання (126/км²).
Расовий склад населення:
| - 96,2 % — білих - 1,1 % — чорних або афроамериканців - 0,4 % — азіатів |

До двох чи більше рас належало 1,6 %. Частка іспаномовних становила 1,9 % від усіх жителів.
За віковим діапазоном населення розподілялося таким чином: 22,3 % — особи молодші 18 років, 61,8 % — особи у віці 18—64 років, 15,9 % — особи у віці 65 років та старші. Медіана віку мешканця становила 40,3 року. На 100 осіб жіночої статі у селищі припадало 97,0 чоловіків;  на 100 жінок у віці від 18 років та старших — 93,4 чоловіків також старших 18 років.
Середній дохід на одне домашнє господарство  становив 59 526 доларів США (медіана — 49 545), а середній дохід на одну сім'ю — 67 907 доларів (медіана — 59 976). Медіана доходів становила 50 026 доларів для чоловіків та 31 367 доларів для жінок. За межею бідності перебувало 12,4 % осіб, у тому числі 25,0 % дітей у віці до 18 років та 7,8 % осіб у віці 65 років та старших.
Цивільне працевлаштоване населення становило 3094 особи. Основні галузі зайнятості: освіта, охорона здоров'я та соціальна допомога — 19,7 %, роздрібна торгівля — 13,0 %, виробництво — 12,1 %.